# فاگرهولت، هوگسبی
فاگرهولت (به سوئدی: Fagerhult) یک منطقه مسکونی است که در بخش هوگسبی شهرستان کالمار در کشور سوئد واقع شده است. جمعیت فاگرهولت در پایان سال ۲۰۱۰ بالغ بر ۲۲۹ نفر بوده است.